# منير أوزكول
منير أوزكول (بالتركية: Münir Özkul)‏‏ (15 أغسطس 1925 - 5 يناير 2018) هو ممثل ومسرحي تركي.

## مسيرته الفنية
بدأ أوزكول مسيرته في المسرح سنة 1940، وقدم العديد من الأدوار على المسرح في إسطنبول وأنقرة، ونال العديد من الجوائز التقديرية على إنجازته. بدأ عمله السينمائي سنة 1950، وشارك في العديد من الأفلام التركية. في سنة 1998 حصل على لقب «فنان دولة» من قِبل وزارة الثقافة التركية.

## روابط خارجية
- منير أوزكول على موقع IMDb (الإنجليزية)
- منير أوزكول على موقع ألو سيني (الفرنسية)
- منير أوزكول على موقع أول موفي (الإنجليزية)
- منير أوزكول على موقع قاعدة بيانات الفيلم (الإنجليزية)
- منير أوزكول على موقع كينوبويسك (الروسية)